# Tjæreborg
Tjæreborg is een plaats in de Deense regio Zuid-Denemarken, gemeente Esbjerg, en telt 2568 inwoners (2012).